# Ambasada Holandii przy Stolicy Apostolskiej
Ambasada Holandii przy Stolicy Apostolskiej – misja dyplomatyczna Królestwa Niderlandów przy Stolicy Apostolskiej. Ambasada mieści się w Rzymie.